# 구에촌 (효고현)
구에촌(九会村)은 효고현 가사이군에 설치되었던 촌이다. 현재의 가사이시에 해당한다.